# 11997 Fassel
11997 Fassel eller 1995 YU9 är en asteroid i huvudbältet som upptäcktes den 18 december 1995 av Spacewatch vid Kitt Peak-observatoriet. Den är uppkallad efter amatörastronomerna Deborah och Fassel.